# Haworthia cooperi var. dielsiana

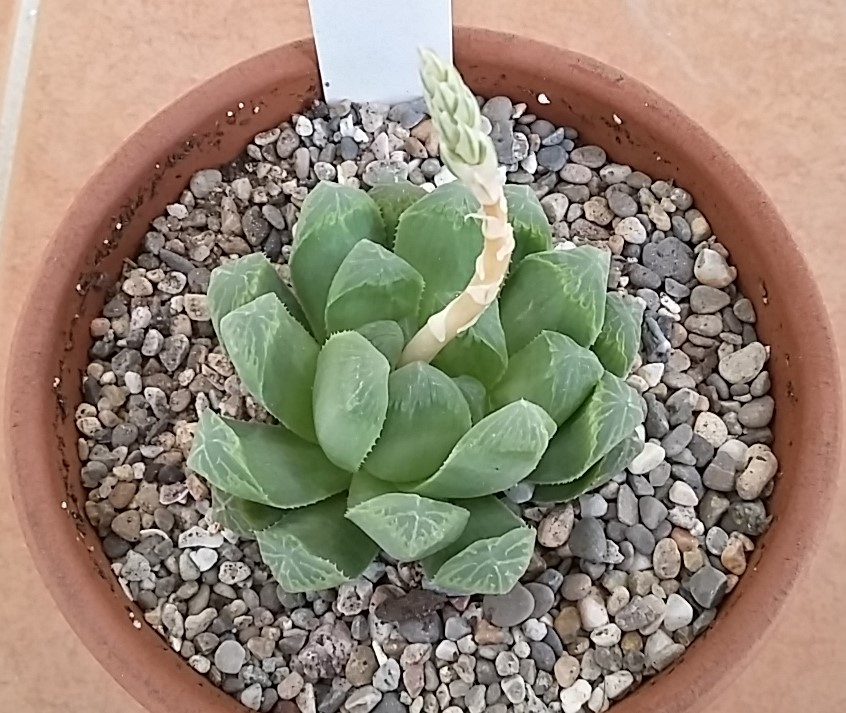
Haworthia cooperi var. dielsiana en cultiu i la seva futura inflorescència

Haworthia cooperi var. dielsiana, és una varietat de Haworthia cooperi del gènere Haworthia de la subfamília de les asfodelòidies. 																

## Descripció
Haworthia cooperi var. dielsiana té les fulles globulars, amb puntes arrodonides. El seu color és verd pàl·lid i el seu creixement és lent. La roseta fa entre 5 a 10 cm de diàmetre a la natura.

## Distribució i hàbitat
Aquesta varietat creix a la part central de la província sud-africana del Cap Oriental, i el seu hàbitat és en zones herbàcies planes entre pedres o en pendents baixos.

## Taxonomia
Haworthia cooperi var. dielsiana va ser descrita per (Poelln.) M.B.Bayer i publicat a Haworthia Revisited: 51, a l'any 1999.
Etimologia
Haworthia: nom en honor del botànic britànic Adrian Hardy Haworth (1767-1833).
cooperi: epítet que honora al botànic i explorador de plantes anglès Thomas Cooper (1815-1913) que va recol·lectar plantes a Sud-àfrica del 1859 al 1862.
var. dielsiana: epítet
Sinonímia
- Haworthia dielsiana Poelln., Repert. Spec. Nov. Regni Veg. 28: 103 (1930). (Basiònim/Sinònim substituït)
- Haworthia pilifera var. dielsiana (Poelln.) Poelln., Repert. Spec. Nov. Regni Veg. 49: 27 (1940).
- Haworthia obtusa var. dielsiana (Poelln.) Uitewaal, Succulenta (Netherlands) 29: 50 (1948).[3]